# 公共団体ノ管理スル公共用土地物件ノ使用ニ関スル法律
公共団体ノ管理スル公共用土地物件ノ使用ニ関スル法律（こうきょうだんたいのかんりするこうきょうようとちぶっけんのしようにかんするほうりつ、大正3年4月4日法律第37号）は、公共用土地物件に関する日本の法律である。
1914年（大正3年）4月4日公布、同日施行。

## 概要
本法は、地方公共団体等の「公共団体」が管理する「公共ノ用ニ供スル土地物件」について、その不法占拠者等に対し、管理者たる行政庁が除却命令を行う際に根拠法令となる法律である。不法占拠者等が、本法に基づく除却命令に従わない場合、管理者たる行政庁は、行政代執行法に基づく行政代執行の手続を執ることができる。
1948年（昭和23年）、行政代執行法の施行に伴う関係法律の整理に関する法律（昭和23年6月14日法律第54号）によって改正された。	改正前の2条では、行政執行法5条及び6条を準用していた。

## 法文
公共団体ノ管理スル公共用土地物件ノ使用ニ関スル法律（大正3年法律第37号）
第一条 公共団体ニ於テ管理スル道路、公園、堤塘、溝渠其ノ他公共ノ用ニ供スル土地物件ヲ濫ニ使用シ又ハ許可ノ条件ニ反シテ使用スル者ニ対シ管理者タル行政庁ハ地上物件ノ撤去其ノ他原状回復ノ為必要ナル措置ヲ命スルコトヲ得
第二条 削除
附 則
本法ハ公布ノ日ヨリ之ヲ施行ス